# Aidenbach
Aidenbach je městys v německé spolkové zemi Bavorsko, v zemském okrese Pasov ve vládním obvodu Dolní Bavorsko.
Žije zde přibližně 3 100 obyvatel.

## Sousední obce
Aldersbach, Beutelsbach, Egglham, Dietersburg, Johanniskirchen